# Carlos Nader
Carlos Aziz Nader(São Paulo, 1964) é um documentarista brasileiro. Ganhou três vezes o prêmio de melhor documentário do festival É Tudo Verdade, em 2008, 2014 e 2015. Ficou conhecido primeiro como videoartista nos anos 80 e 90, quando também ganhou prêmios importantes na área, entre eles o Videokuntspreis na Alemanha. Experimentando linguagens, Nader realizou filmes com forte apelo ensaístico. Preocupado com a complexidade da cultura contemporânea brasileira, investigou personagens anônimos, personalidades e artistas. Entre seus temas principais estão a questão da identidade, a sensação do tempo e a relação do homem com a câmera.

## Filmografia
- 2015 - A Paixão de JL
- 2015 - Eduardo Coutinho: 7 de Outubro
- 2014 - Homem Comum
- 2012 - Soberano 2 - A Heroica Conquista do Mundial de 2005
- 2010 - Soberano - Seis Vezes São Paulo
- 2009 - Chelpa Ferro
- 2008 - Pan-Cinema Permanente
- 2004 - Preto e Branco

### Curta-metragens
- 2010 - Tela
- 1998 - Carlos Nader
- 1996 - O Fim da Viagem
- 1994 - Trovoada
- 1992 - Beijoqueiro [5]

## Prêmios
- 2019 - Indicação de melhor filme na categoria "Programa de Arte" no 47º Emmy International
- 2015 - Premio Especial do Juri no Festival de Havana
- 2015 - Melhor Documentário do Festival É Tudo Verdade
- 2014 - Melhor Documentário do Festival É Tudo Verdade
- 2011 - Melhor Curta Metragem do Festival de Havana
- 2008 - Melhor Documentário do Festival É Tudo Verdade
- 2008 - Prêmio especial do júri da Associação Paulista de Críticos de Arte - APCA
- 1998 - Internationaler Videokunstpreis
- 1996 - Prêmio Especial do júri do Rio Cine Festival
- 1994 - Melhor Documentário no Mondial de la Video de Bruxelas
- 1994 - Melhor Direção no Rio Cine Festival
- 1994 - Distinção especial no Tokyo International Video Festival